# 재명석등
재명석등(在銘石燈)은 광주광역시 동구 광산동, 전라남도 도청 앞뜰에 놓여 있는 고려시대의 8각 석등이다. 1974년 12월 24일 광주광역시의 유형문화재 제5호로 지정되었다.

## 개요
전라남도 도청 앞뜰에 놓여 있는 8각 석등으로, 불을 밝혀두는 화사석(火舍石)을 중심으로 아래에는 3단의 받침을 두고, 위에는 지붕돌과 머리장식을 올렸다.
받침부분은 길쭉한 가운데기둥을 사이에 두고, 아래·위 받침돌에 연꽃무늬를 대칭적으로 새겼다. 화사석은 4곳에 창을 두었으며, 그 위에 얹어진 지붕돌은 규모가 작아서인지 다른 부재들과 균형을 이루지 못하고 있다.
전체적으로 통일신라의 일반적인 석등양식을 하고 있으나, 당시에 비해 조각기법이 조잡하고 섬세하지 못하다. 석등의 가운데 기둥에는 '무진(戊辰)'이라는 기록이 있는데, 조각양식과 관련지어 볼 때 고려 전기 즈음을 나타내는 것으로 보인다.
원래 대황사의 옛터에 남아있던 것을 도청 앞 무덕전 앞마당 담장 안에 옮겼다가 공사로 인해 현재의 자리에 세웠다.

## 참고 자료
- 재명석등 - 국가유산청 국가유산포털